# André Telting

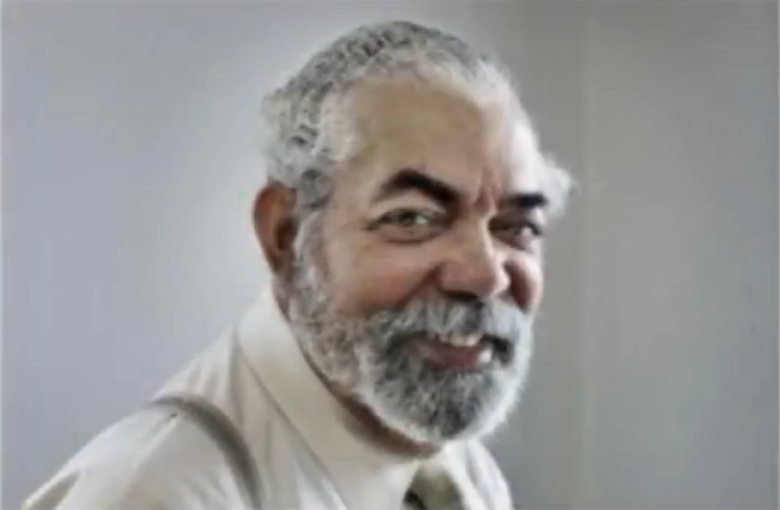
A.E. Telting

André Eugene Telting (25 oktober 1935 – Paramaribo, 6 augustus 2010) was een Surinaams politicus en bankier.

## Biografie
Hoewel geboren in Suriname groeide hij op in Curaçao omdat zijn vader, Max Telting, daar werkte in de olie-industrie. Hij kwam uit een gezin van zes kinderen. André was een van de drie die in Suriname is geboren, die anderen zagen het levenslicht op Curaçao.
André Telting kreeg zijn opleiding zowel in Suriname als in Nederland (te Amsterdam en Utrecht) waar hij rechten, economie en statistiek studeerde. Tot eind jaren 70 woonde hij in Nederland waarna hij terugkeerde naar zijn moederland.
Op 21 mei 1963 trouwde hij met Jet Simons en met haar kreeg hij vier kinderen: Jane, Mark, Fennegin en Henric.
Na de Sergeantencoup in 1980 onder leiding van Desi Bouterse werd Telting adviseur en directeur van het kabinet van de toenmalige premier Henk Chin A Sen. In augustus van dat jaar werd Marcel Chehin minister van Financiën en Economische Zaken, maar na een meningsverschil met de Nationale Militaire Raad (NMR) nam hij in begin november alweer ontslag. Nadat Chin A Sen tijdelijk deze portefeuille had waargenomen, werd Telting begin 1981 minister van Financiën (6 januari 1981 tot 31 maart 1982). Hij behield die functie totdat Henry Neijhorst op 31 maart 1982 naast premier ook minister van Algemene Zaken, Financiën en Planning werd (tot 28 februari 1983).
In 1983 nam Jules Sedney ontslag als governor van de Centrale Bank van Suriname (CBvS) omdat hij weigerde mee te werken aan een verdachte Colombiaanse lening van 50 miljoen dollar die mogelijk te maken had met drugs waarna Sedney naar Nederland vluchtte. Henk Goedschalk volgde hem op maar hij werd in december 1993 oneervol ontslagen toen onder andere de Begro/Insulair-smeergeldaffaire speelde.
Telting, die directeur was geworden van de Surinaamse Postspaarbank (SPSB), volgde op 1 maart 1994 Goedschalk op als governor van de Centrale Bank van Suriname. Op dat moment zat Ronald Venetiaan in zijn eerste ambtstermijn als president van Suriname en Humphrey Hildenberg was voor de eerste keer minister van Financiën (1 juni 1992 tot 20 september 1996).
Nadat de aan Bouterse gelieerde NDP in 1996 de verkiezingen had gewonnen, zette de regering-Wijdenbosch II het oneervol ontslag van Goedschalk om in een eervol ontslag en ze stelden hem aan als regeringscommissaris en president-commissaris bij de CBvS. Telting had van tevoren al aangekondigd dat hij niet onder Goedschalk wilde werken en hij legde eind november 1996 zijn functie neer als governor. Korte tijd later werd Goedschalk wederom governor van de CBvS.
Onder Goedschalk werden op grote schaal Surinaamse guldens bijgedrukt terwijl de goudvoorraad verkocht werd. De hieropvolgende hyperinflatie liep op tot honderden procenten op jaarbasis. Bij de voortijdige verkiezingen van 2000 verloor de NDP fors. Telting werd getipt als president van Suriname, maar uiteindelijk kwam Venetiaan terug als president van Suriname, Hildenberg als minister van Financiën en Telting als governor van de Centrale Bank.
Nadat de inflatie weer genormaliseerd was, werd besloten om op 1 januari 2004 de Surinaamse gulden te vervangen door de Surinaamse dollar waarbij 3 nullen vervielen (1 Surinaamse dollar = 1000 Surinaamse gulden) - een model dat in de jaren 80 in Brazilië al was beproefd met de cruzeiro/cruzado.
Na de verkiezingen van 2005 behielden Venetiaan en Hildenberg hun post in het kabinet. In september van dat jaar gaf de intussen 69-jarige Telting aan met pensioen te willen. Begin 2010 werd bekend dat hij na het uitdienen van zijn termijn, in september van dat jaar, zou vertrekken als governor van de Centrale Bank. Telting overleed echter al enkele weken daarvoor aan een hartaanval. Vier dagen voor zijn overlijden werd Telting voor zijn verdiensten benoemd tot 'drager van het Grootlint in de Ere-Orde van de Gele Ster'; de hoogste onderscheiding van de republiek Suriname.
Gillmore Hoefdraad volgde hem op 15 september 2010 op.